# Strzelanina na poligonie w Sołoti
Strzelanina na poligonie w Sołoti miała miejsce 15 października 2022 roku na poligonie 752 Gwardyjskiego Pułku Strzelców Zmotoryzowanych 3 Dywizji Zmechanizowanej Zachodniego Okręgu Wojskowego we wsi Sołoti w rejonie wałujskim obwodu biełgorodzkiego Federacji Rosyjskiej. Według władz rosyjskich w jej wyniku zginęło 11 żołnierzy, w tym dowódca poligonu podpułkownik Andriej Łapin oraz dwóch sprawców ataku.
Według Ministerstwa Obrony Federacji Rosyjskiej do strzelaniny doszło podczas szkolenia ogniowego ochotników kontraktowych przygotowywanych do udziału w działaniach wojennych na Ukrainie, jednak część źródeł pozarządowych podało, że nie zginęli ochotnicy, lecz zmobilizowani obywatele z obwodu briańskiego. Atak nastąpił niecały miesiąc po ogłoszeniu mobilizacji przez prezydenta Władimira Putina. Według rosyjskiej redakcji BBC żadna z tych wersji nie ma przekonujących dowodów.
Komitet Śledczy Federacji Rosyjskiej zapowiedział wszczęcie postępowania karnego, nie precyzując, na podstawie jakiego artykułu. Gazeta „Kommiersant” podała, że sprawa została wszczęta na podstawie art. 105 kodeksu karnego (zabójstwo). Ministerstwo Obrony określiło strzelaninę na poligonie jako atak terrorystyczny.

## Przebieg
Atak nastąpił, gdy w czasie ćwiczeń strzeleckich dwóch żołnierzy otwarło ogień najpierw do dowódcy poligonu, a potem do reszty personelu wojskowego. Według źródeł, które poinformowały o fakcie niedługo po wydarzeniu, do strzelaniny doszło o godzinie 10 rano. Ministerstwo Obrony Federacji Rosyjskiej poinformowało o zdarzeniu z wielogodzinnym opóźnieniem. Komunikat TASS pojawił się o godzinie 22:22.

## Ofiary
Rosyjskie Ministerstwo Obrony podało, że 11 żołnierzy zginęło, a 15 zostało rannych. Wśród zabitych jest dowódca poligonu, ppłk Andriej Łapin. Zabito także dwóch napastników. Według doniesień źródeł  pozarządowych liczba zgonów wahała się od 10 do 22 osób. Deutsche Welle zauważyła, że opublikowane fotografie przedstawiały 13 ciał.
Ministerstwo Obrony Federacji Rosyjskiej oświadczyło, że ofiarami byli ochotnicy na kontrakcie wojskowym. Inne źródła podają jednak, że na poligonie znajdowały się zmobilizowane osoby z obwodu briańskiego. Wieczorem 16 października gubernator obwodu briańskiego Aleksandr Bogomaz poinformował, że wśród zabitych nie ma mieszkańców tego regionu. Gubernator obwodu biełgorodzkiego Wiaczesław Gładkow wydał analogiczne oświadczenie dotyczące swojego obwodu.

## Sprawcy
Ministerstwo Obrony Federacji Rosyjskiej jako sprawców określiło dwóch obywateli niewymienionego z nazwy kraju Wspólnoty Niepodległych Państw.
Według rosyjskiego politologa Iwana Preobrażienskiego, portalu Baza oraz rosyjskich kanałów prowojennych sprawcami ataku było dwóch obywateli Tadżykistanu. Według niego Tadżykowie przystąpili do służby wojskowej, na podstawie kontraktu, 12 października. Radio Ozodi podało, że krewni i przyjaciele zidentyfikowali jednego z zabitych podejrzanych, twierdząc, że nie miał on obywatelstwa rosyjskiego i był imigrantem zarobkowym pracującym w Rosji. Kontakt z nim miał zostać utracony w październiku. Jak podają jego bliscy, nie miał on zamiaru walczyć i nie wiedzą w jaki sposób znalazł się na poligonie w obwodzie biełgorodzkim.
Według prorosyjskiego ukraińskiego dziennikarza Anatolija Szarija sprawcami ataku było dwóch obywateli Uzbekistanu.
Projekt dziennikarski ASTRA, powołując się na własne źródła, stwierdził, że do konfliktu mogło dojść na tle religijnym w związku ze złożeniem meldunków o odmowie udziału w wojnie z Ukrainą przez żołnierzy muzułmańskich, a celem ataku był dowódca poligonu podpułkownik Andriej Łapin, który obraził ich. Według ASTRY półtorej godziny po sprzeczce trzej żołnierze uczestniczący w sporze udali się na strzelnicę, gdzie chwycili broń z ostrą amunicją, poprosili muzułmanów o odsunięcie się od Łapina, zabili go i zaczęli strzelać do wszystkich.